# Swiss Women’s Hockey League A 2017/18
Die Saison 2017/2018 der Swiss Women’s Hockey League A war die 29. Austragung der höchsten Spielklasse im Schweizer Fraueneishockey und zugleich die 32. Schweizer Meisterschaft. Die Liga startete mit den gleichen Mannschaften wie im Vorjahr. Den Meistertitel gewann zum neunten Mal in der Vereinsgeschichte (inkl. Vorgängervereine) die ZSC Lions Frauen.

## Modus
Der Spielmodus der SWHL A sieht eine Vorrunde (Phase 1) mit 10 Spielen pro Mannschaft sowie eine Masterround mit weiteren 10 Spielen je Mannschaft, unter Mitnahme der Hälfte der Punkte aus der Vorrunde, vor. Anschliessend spielen die Mannschaften auf den Plätzen 1 bis 4 Play-offs mit Halbfinale, Finale (beide im Modus Best-of-Five) und Spiel um Platz 3. Die Mannschaften auf Platz 5 und 6 ermitteln in einer Playout-Runde (Best-of-Five) den Teilnehmer an der Liga-Relegation zwischen SWHL A und B.

## Teilnehmer
| Team                     | Trainer                          | Spielstätte                       |
| ------------------------ | -------------------------------- | --------------------------------- |
| HC Lugano                | Marzio Brambilla                 | Resega, Lugano                    |
| SC Weinfelden            | Adrian Gischig                   | Güttingersreuti, Weinfelden       |
| SC Reinach               | Melanie Häfliger, Peter Küng     | Eishalle Oberwynental, Reinach    |
| EV Bomo Thun             | Steve Huard                      | Kunsteisbahn Grabengut, Thun      |
| Neuchâtel Hockey Academy | Yan Gigon, Thierry Bourquin      | Patinoires du Littoral, Neuenburg |
| ZSC Lions Frauen         | Georg Taferner, Angela Frautschi | Sportzentrum Heuried, Zürich      |

## Qualifikation

### Phase 1
Abkürzungen:S = Siege, OTS= Sieg nach Verlängerung oder Penaltyschiessen, OTN= Niederlage nach Verlängerung oder Penaltyschiessen, N = Niederlagen
| Rang | Verein                   | Spiele | S | OTS | OTN | N  | Tore  | Punkte |
| ---- | ------------------------ | ------ | - | --- | --- | -- | ----- | ------ |
| 1.   | ZSC Lions Frauen         | 10     | 9 | 0   | 1   | 0  | 71:12 | 28     |
| 2.   | HC Lugano                | 10     | 7 | 0   | 1   | 2  | 51:18 | 22     |
| 3.   | EV Bomo Thun             | 10     | 5 | 1   | 0   | 4  | 29:30 | 17     |
| 4.   | SC Reinach               | 10     | 3 | 2   | 0   | 5  | 33:34 | 13     |
| 5.   | Neuchâtel Hockey Academy | 10     | 3 | 0   | 1   | 6  | 10:52 | 10     |
| 6.   | SC Weinfelden            | 10     | 0 | 0   | 0   | 10 | 08:56 | 0      |

### Masterround
Der reguläre Saison der SWHL A wurde von den ZSC Lions gewonnen, die als amtierende Schweizer Meister 19 von 20 Spielen für sich entschieden und damit als Favorit in die Playoffs gingen.
| Rang | Verein                   | Spiele | S  | OTS | OTN | N | Tore  | Punkte |
| ---- | ------------------------ | ------ | -- | --- | --- | - | ----- | ------ |
| 1.   | ZSC Lions                | 10     | 10 | 0   | 0   | 0 | 79:12 | 44     |
| 2.   | HC Lugano                | 10     | 8  | 0   | 0   | 2 | 44:19 | 35     |
| 3.   | EV Bomo Thun             | 10     | 6  | 0   | 0   | 4 | 43:48 | 27     |
| 4.   | SC Reinach               | 10     | 3  | 0   | 0   | 7 | 26:43 | 16     |
| 5.   | Neuchâtel Hockey Academy | 10     | 2  | 0   | 0   | 8 | 25:42 | 11     |
| 6.   | SC Weinfelden            | 10     | 1  | 0   | 0   | 9 | 16:69 | 3      |

### Beste Scorer
Abkürzungen: Sp = Spiele, T = Tore, V = Assists, Pkt = Punkte, SM = Strafminuten; Fett: Bestwert
| Spieler           | Mannschaft         | Sp | T  | A  | Pkt | SM |
| ----------------- | ------------------ | -- | -- | -- | --- | -- |
| Alina Müller      | ZSC Lions Frauen   | 17 | 33 | 24 | 57  | 12 |
| Isabel Waidacher  | ZSC Lions Frauen   | 19 | 20 | 28 | 48  | 24 |
| Nina Waidacher    | ZSC Lions Frauen   | 20 | 22 | 25 | 47  | 45 |
| Christine Meier   | ZSC Lions Frauen   | 19 | 13 | 34 | 47  | 4  |
| Evelina Raselli   | Ladies Team Lugano | 20 | 20 | 25 | 45  | 22 |
| Simona Studentová | Ladies Team Lugano | 19 | 17 | 20 | 37  | 24 |
| Romy Eggimann     | Ladies Team Lugano | 20 | 20 | 13 | 33  | 28 |
| Lara Escudero     | EV Bomo Thun       | 20 | 15 | 17 | 32  | 44 |
| Leslie Oles       | EV Bomo Thun       | 20 | 23 | 8  | 31  | 32 |
| Rahel Enzler      | SC Reinach Damen   | 18 | 17 | 13 | 30  | 6  |

## Play-offs
|  | Halbfinale | Halbfinale       | Halbfinale |                  |  | Finale | Finale       | Finale |
|  |            |                  |            |                  |  |        |              |        |
|  |            |                  |            |                  |  |        |              |        |
|  | 1.         | ZSC Lions Frauen | 3          |                  |  |        |              |        |
|  | 4.         | SC Reinach       | 0          |                  |  | 1.     | ZSC Lions    | 3      |
|  |            |                  |            |                  |  | 2.     | HC Lugano    | 0      |
|  |            |                  |            |                  |  |        |              |        |
|  |            |                  |            | Spiel um Platz 3 |  |        |              |        |
|  | 2.         | HC Lugano        | 3          |                  |  |        |              |        |
|  | 3.         | EV Bomo Thun     | 0          |                  |  | 4.     | SC Reinach   | 2      |
|  |            |                  |            |                  |  | 3.     | EV Bomo Thun | 1      |
|  |            |                  |            |                  |  |        |              |        |

### Finalserie
| 17. März 2018 17:30 Uhr | ZSC Lions Alina Müller (19:39) Isabel Waidacher (22:27) Dominique Rüegg (28:44) Alina Müller (38:50) | 4:2 (1:1, 3:0, 0:1) Spielbericht | Ladies Team Lugano Evelina Raselli (2:29) Evelina Raselli (46:50) | Kunsteisbahn Oerlikon, Zürich Zuschauer: 288 |

| 18. März 2018 14:30 Uhr | Ladies Team Lugano Laura Desboeufs (30:19) Romy Eggimann (32:16) Simona Studentová (40:37) | 3:4 n. V. (0:2, 2:1, 1:0, 1:0) Spielbericht | ZSC Lions Angela Taylor (3:44) Angela Taylor (9:01) Alina Müller (33:46) Nina Waidacher (73:18) | Pista della Resega, Porza Zuschauer: 130 |

| 24. März 2018 14:00 Uhr | ZSC Lions Nina Waidacher (26:42) Anna Rüedi (30:26) Alina Müller (40:30) Alina Müller (48:34) Monika Waidacher (51:56) Isabel Waidacher (54:00) | 6:1 (0:1, 2:0, 4:0) Spielbericht Stand: 3:0 | Ladies Team Lugano | Kunsteisbahn Heuried, Zürich Zuschauer: 300 |

### Kader des Schweizer Meisters
| Schweizer Meister ZSC Lions Frauen | Torhüter: Caroline Baldin, Ladina Danuser, Laura De Bastiani Verteidiger: Laura Benz, Lara Christen, Nicole Gass, Janine Hauser, Christine Meier, Anna Neuenschwander, Jessica Vallotton Stürmer: Sara Benz, Kristina Kontny, Alina Müller, Anna Rüedi, Lisa Rüedi, Dominique Rüegg, Jessica Schlegel, Angela Taylor, Nina Waidacher, Monika Waidacher, Isabel Waidacher Trainer: Georg Taferner |

### Beste Scorer
Abkürzungen: Sp = Spiele, T = Tore, V = Assists, Pkt = Punkte, SM = Strafminuten; Fett: Bestwert
| Spieler           | Mannschaft         | Sp | T  | A | Pkt | SM |
| ----------------- | ------------------ | -- | -- | - | --- | -- |
| Alina Müller      | ZSC Lions Frauen   | 6  | 17 | 6 | 23  | 0  |
| Angela Taylor     | ZSC Lions Frauen   | 5  | 5  | 4 | 9   | 4  |
| Nina Waidacher    | ZSC Lions Frauen   | 6  | 5  | 4 | 9   | 10 |
| Isabel Waidacher  | ZSC Lions Frauen   | 6  | 2  | 7 | 9   | 6  |
| Romy Eggimann     | Ladies Team Lugano | 6  | 4  | 4 | 8   | 10 |
| Simona Studentová | Ladies Team Lugano | 6  | 4  | 3 | 7   | 12 |
| Christine Meier   | ZSC Lions Frauen   | 6  | 3  | 4 | 7   | 0  |
| Evelina Raselli   | Ladies Team Lugano | 6  | 3  | 3 | 6   | 8  |
| Monika Waidacher  | ZSC Lions Frauen   | 6  | 3  | 2 | 5   | 6  |
| Nicole Gass       | ZSC Lions Frauen   | 6  | 3  | 2 | 5   | 10 |

## Play-outs
|  | Play-outs                |   |
|  |                          |   |
|  |                          |   |
|  | Neuchâtel Hockey Academy | 3 |
|  | SC Weinfelden            | 0 |

Die Best-of-Five-Serie begann am 3. März 2018 und endete nach drei Spielen mit dem Ligaerhalt der Neuchâtel Hockey Academy.
|                                          | Serie | 1   | 2   | 3   | 4 | 5 |
| ---------------------------------------- | ----- | --- | --- | --- | - | - |
| Neuchâtel Hockey Academy – SC Weinfelden | 3:0   | 3:2 | 5:0 | 1:0 | – | – |

## Liga-Qualifikation
Da der Meister SC Langenthal der SWHL B auf einen Aufstieg in die höchste Spielklasse verzichteten, rückte das Frauenteam des EHC Brandis nach und bestritt gegen den SC Weinfelden die Liga-Qualifikation.
Die Best-of-Three-Serie begann am 17. März 2018 und endete nach zwei Siegen des SC Weinfelden.

|  | Liga-Qualifikation |   |
|  |                    |   |
|  |                    |   |
|  | SC Weinfelden      | 2 |
|  | EHC Brandis        | 0 |

|                             | Serie | 1   | 2   | 3 |
| --------------------------- | ----- | --- | --- | - |
| SC Weinfelden – EHC Brandis | 2:0   | 6:1 | 6:0 | – |

## Auszeichnungen
Woman of the Year 2017/18
- Alina Müller (ZSC Lions)[8]

Special Award
- Florence Schelling[9]